# Matthias Russ
Matthias Russ (* 14. November 1983 in Reutlingen) ist ein deutscher Radrennfahrer. Er bestritt von 2003 bis 2010 Straßenradrennen auf professionellen Niveau.

## Werdegang
Nachdem Russ (in einigen Medien auch Ruß) 2003 und 2004 jeweils zum Saisonende als Stagiaire beim Team Gerolsteiner fuhr, erhielt er 2005 bei diesem UCI ProTeam einen regulären Vertrag. 2005 konnte Russ mit einem vierten Platz in der Gesamteinzelwertung der Regio Tour überzeugen. Diese Platzierung konnte er 2006 wiederholen und konnte eine Etappe gewinnen. Mit der Vuelta a España 2005 bestritt er seine erste Grand Tour, die er allerdings auf der 15. Etappe aufgeben musste. Mit dem Giro d’Italia 2006 konnte er seine erste große Rundfahrt als 74. beenden. 2007 wurde 54.; 2008 gab er das Rennen auf.
Nach der Auflösung des Teams Gerolsteiner wechselte Russ zur Saison 2009 zum deutschen ProTeam Milram. Beim Giro d’Italia 2009 stürzte er bereits in der zweiten Etappe schwer und musste nach einem Schlüsselbeinbruch das Rennen abbrechen. Er bestritt außerdem noch die Vuelta a España 2009 und den Giro d’Italia 2010, die er auf den Rängen 90 und 84 beendete.
Ende der Saison 2010 beendete er mit der Auflösung des Teams Milram seine Karriere als Straßenprofi und begann ein Maschinenbaustudium in Lörrach. Gleichzeitig fuhr er für das „Team CMTB“ (Christliches Mountainbiketeam) Mountainbikemarathons. Im Jahr 2011 nahm er zum ersten Mal überhaupt an Bergläufen teil. Hier gewann er bei seinen ersten zwei Teilnahmen gegen namhafte deutsche und schweizerische Laufgrößen beim Hochblauen Berglauf in Müllheim und beim Stanserhorn Berglauf in Stans.